# John Goldsby

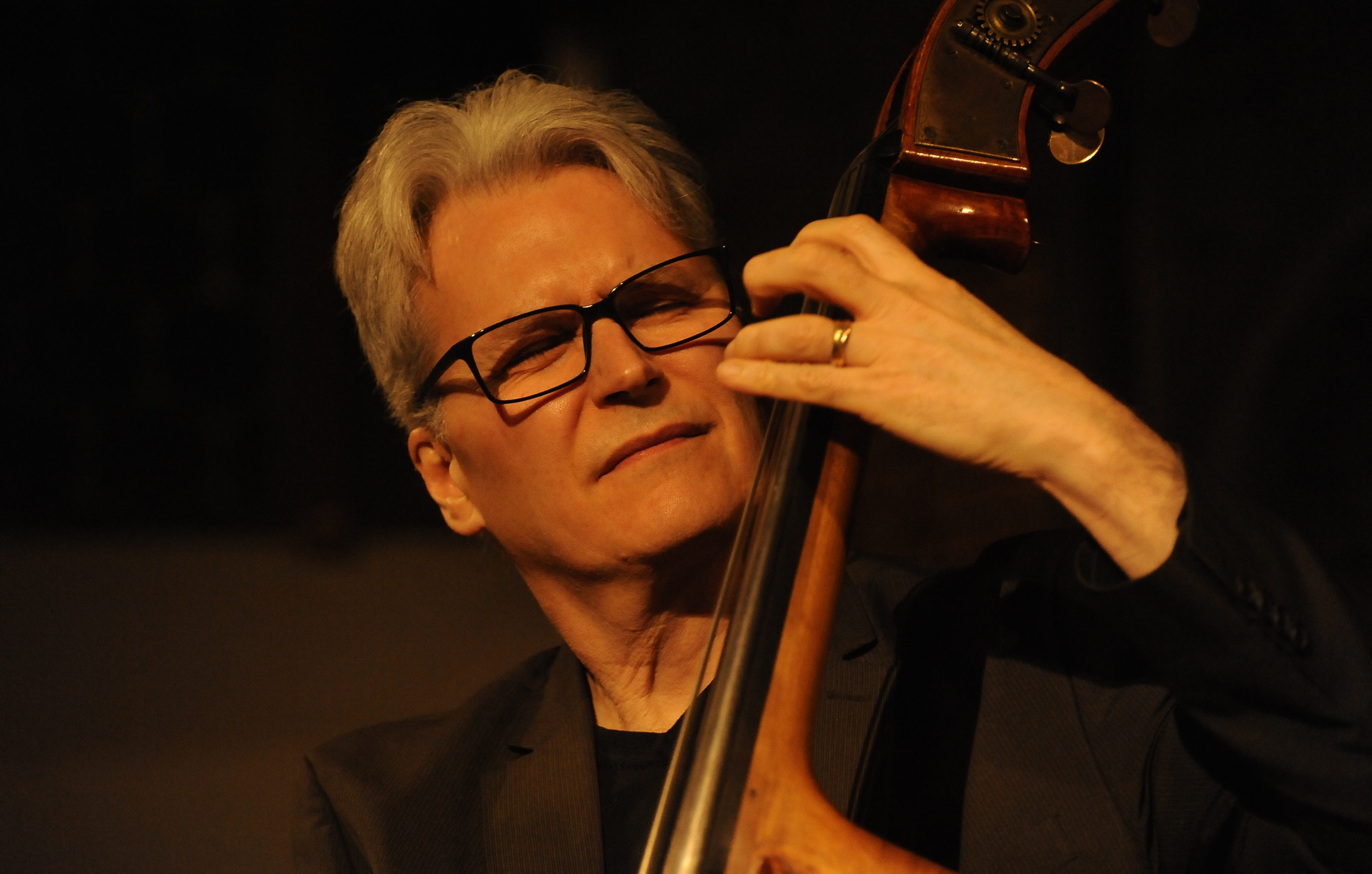
John Goldsby

John Goldsby (Louisville/Kentucky, 1958) is een Amerikaanse jazzcontrabassist.

## Biografie
Goldsby trad al op jonge leeftijd op met jazzmusici als Jay McShann, Buddy Tate, Johnny Hartman, Tom Harrell, Buddy DeFranco, Dave Liebman, Barney Kessel en Helen Humes. Van 1980 tot 1994 was hij een veelgevraagde bassist in de New Yorkse jazzscene. Hij werkte o.m. met Albert Dailey, Sal Nistico, John Hicks, Benny Bailey, Bob Wilber, George Benson, Wynton Marsalis, Charlie Byrd, Larry Coryell, Lionel Hampton en Benny Goodman, tevens trad hij op met een Oscar Pettiford-programma.
Sinds 1994 is Goldsby solo-bassist van de WDR-Bigband. Met Frank Wunsch speelde hij in het door Christian Finger opgerichte Finger-Trio. Hij was de bassist op de soundtrack van de film The Cotton Club, die in 1986 de Grammy Award kreeg in de categorie Best Jazz Instrumentald Performance (Big Band). 
Goldsby geeft les aan de Folkwang Hochschule in Essen en aan de Summer Jazz Clinics van Jamey Aebersold. Hij schreef drie leerboeken: Bowing Techniques for the Improvising Bassist, Bass Notes en The Jazz Bass Book. Hij is getrouwd met pianiste Robin Meloy Goldsby en woont in Lohmar.

## Discografie (selectie)
- Tale of the Fingers (met Bill Mays, Andy Fusco en Terry Clarke)
- Viewpoint (2000, met Frank Chastenier, Hans Dekker, John Marshall, Olivier Peters en Hayden Chisholm)
- Cologne (2004, met Bill Dobbins en Peter Erskine)
- Live at the Nachbar (Bass Lion, 2008), met Jacob Duncan, Jason Tiemann
- The Innkeeper's Gun (Bass Lion, 2010), met Jacob Duncan, Jason Tiemann